# Earl Monroe
Vernon Earl Monroe (ur. 21 listopada 1944 w Filadelfii) – amerykański koszykarz, występujący na pozycjach rozgrywającego lub rzucającego obrońcy, mistrz NBA z 1973, członek Koszykarskiej Galerii Sław im. Naismitha.
Studiował na Winston-Salem State University. Jako pierwszoroczniak notował średnio 7,1 punktu, jako drugoroczniak 23,2, następnie 29,8, na ostatnim roku natomiast aż 41,5 punktu. To właśnie wtedy poprowadził swoją uczelnię do mistrzostwa NCAA College Division, czyli późniejszej NCAA Division II. Został zaliczony do składu najlepszych zawodników dywizji drugiej NCAA, otrzymał także tytuły zawodnika roku oraz najlepszego gracza finałowej ósemki.
Do NBA trafił w 1967, kiedy to został wybrany w drafcie z 2 numerem przez Baltimore Bullets. W pierwszym sezonie w NBA zdobył nagrodę dla debiutanta roku. W 1969 oraz 1971 wystąpił w meczu gwiazd NBA. Wraz z Bullets awansował też do ścisłego finału NBA w 1971. Niedługo po rozpoczęciu sezonu 1971/72, a dokładnie 10 listopada 1971 został wytransferowany do New York Knicks, w zamian za Mike’a Riordana i Dave’a Stallworthza. Dzięki temu posunięciu Knicks awansowali na koniec rozgrywek do finału ligi. Tam byli zmuszeni uznać wyższość prowadzonych przez Westa oraz Chamberlaina Lakers. Knicks powetowali sobie jednak tę stratę już podczas kolejnych rozgrywek pokonując w finale zawodników z Los Angeles 4-1, czyli dokładnie takim samym rezultatem, jakim przegrali wcześniejszą batalię. 
W kolejnych latach Nowojorczyków nie było już stać na finały ligi, Monroe zaliczył jednak jeszcze dwa występy w meczach gwiazd (1975, 1977). Karierę zakończył w 1980. W 1990 został włączony do koszykarskiej galerii sław, natomiast 6 lat później znalazł się w gronie 50 najlepszych graczy w historii NBA. 1 grudnia 2007 Washington Wizards zastrzegli numer 10, z którym występował jeszcze w barwach Bullets.

## Osiągnięcia

### NCAA
- Mistrzostwo NCAA Division II (1967)[3]
- Laureat nagrody NCAA College Division Player of the Year (1967)
- Zdobywca nagrody Elite Eight Most Outstanding Player (1967)[4]
- Zaliczony do:
  - I składu:
    - Elite Eight turnieju NCAA Division II (1967)[4]
    - I składu All-American Disivion II (1966, 1967)[5]

  - składu Division II Men's Basketball 50th Anniversary All-Elite Eight Team (2006)[4]
  - Akademickiej Galerii Sław Koszykówki (2006)[6]

### NBA
- Mistrz NBA (1973)[2]
- dwukrotny wicemistrz NBA (1971, 1972)[2]
- Uczestnik meczu gwiazd:
  - NBA (1969, 1971, 1975, 1977)[7]
  - NBA vs ABA (1971)[8]
  - Legend NBA (1984, 1985, 1989)[9]
- Debiutant Roku NBA (1968)[10]
- Wybrany do:
  - I składu
    - NBA (1969)[11]
    - debiutantów NBA (1968)[12]

  - grona 50 najlepszych zawodników w historii NBA (NBA’s 50th Anniversary All-Time Team – 1996)[13]
  - składu najlepszych zawodników w historii NBA, wybranego z okazji obchodów 75-lecia istnienia ligi (2021)[14]
  - Koszykarskiej Galerii Sław (Naismith Memorial Basketball Hall Of Fame – 1990)[15]
- Klub:
  - New York Knicks zastrzegł należący do niego w numer 15[16]
  - Washington Wizards zastrzegł należący do niego w numer 10[16]
- Lider play-off NBA w liczbie celnych rzutów wolnych (1971)[17]